# Thomas Konrad
Thomas Konrad (Bruchsal, 5 novembre 1989) è un ex calciatore tedesco, di ruolo difensore.

## Carriera

### Club
Il 19 agosto 2016 viene acquistato a titolo definitivo dalla squadra svizzera del Vaduz.

## Palmarès

### Club

#### Competizioni nazionali
- Coppa del Liechtenstein: 2

Vaduz: 2016-2017, 2017-2018
- 3. Liga: 1

Osnabrück: 2018-2019